# Покровка (Актюбинская область)
Покровка (каз. Покровка) — село в Мартукском районе Актюбинской области Казахстана. Входит в состав Байтурасайского сельского округа. Код КАТО — 154635300.

## Население
В 1999 году население села составляло 451 человек (225 мужчин и 226 женщин). По данным переписи 2009 года, в селе проживало 269 человек (130 мужчин и 139 женщин).

## Известные жители и уроженцы
- Швед, Григорий Макарович (1918 — ?) — Герой Социалистического Труда.